# Hipparchia syriaca
Hipparchia syriaca är en fjärilsart som beskrevs av Otto Staudinger 1871. Hipparchia syriaca ingår i släktet Hipparchia och familjen praktfjärilar. Inga underarter finns listade i Catalogue of Life.